# Нигоза
Нигоза (груз. ნიგოზა) — село в Грузии, на территории Каспского муниципалитета края (мхаре) Шида-Картли.

## География
Село находится в центральной части Грузии, к западу от реки Лехуры, на расстоянии приблизительно 10 километров (по прямой) к северо-западу от города Каспи, административного центра муниципалитета. Абсолютная высота — 779 метров над уровнем моря.

## Население
По результатам официальной переписи населения 2014 года, в Нигозе проживало 123 человека (56 мужчин и 67 женщин). В национальной структуре населения осетины составляли 79,7 %, грузины — 18,7 %, армяне — 1,6 %.
.
| Год  | Население, человек |
| ---- | ------------------ |
| 2002 | 171                |
| 2014 | ↘ 123              |